# Überlinger See und Bodenseeuferlandschaft
Das Gebiet Überlinger See und Bodenseeuferlandschaft ist durch das Regierungspräsidium Tübingen nach der Richtlinie 92/43/EWG (Fauna-Flora-Habitat-Richtlinie) ausgewiesenes Schutzgebiet (SG-Nummer DE-8220-342) im Südosten des deutschen Landes Baden-Württemberg.

## Lage
Das rund 3.785 Hektar (ha) große Schutzgebiet Überlinger See und Bodenseeuferlandschaft gehört naturräumlich zum Bodenseebecken und Hegau. Seine sechs Teilgebiete liegen auf einer Höhe von 389 bis 687 m ü. NHN und erstrecken sich zu 93 Prozent (= 3.505 ha) im Bodenseekreis (Meersburg, Sipplingen, Überlingen, Uhldingen-Mühlhofen) sowie zu sieben Prozent (= 264 ha) im Landkreis Konstanz (Bodman-Ludwigshafen, Stockach).
Im Wesentlichen umfassen die Teilflächen das Nordufer des Überlinger Sees, ein Teil des Bodensees, zwischen Espasingen im Nordwesten und Meersburg im Südosten.

## Schutzzweck
Wesentlicher Schutzzweck ist die Erhaltung des Überlinger Sees mit seiner Steiluferlandschaft und zwei Höhlen, die in markanter Weise von der Flachwasserzone des Bodensees bis auf die Höhen über dem See reicht.

### Lebensräume
Die Vielfalt von trockenen und feuchten Lebensraumtypen mit Still- und Fließgewässern, Felsen, Schluchten und Quellen und Arten auf engstem Raum ist Zeugnis der spät- und postglazialen Landschaftsentwicklung. Das Schutzgebiet zeichnet sich hauptsächlich durch folgende Lebensräume aus: Binnengewässer (79 %), Laubwald (6 %) sowie feuchtes und mesophiles Grünland (4 %).
Folgende Lebensraumtypen nach Anhang I der FFH-Richtlinie kommen im Gebiet vor:
| EU Code | * | Lebensraumtyp (offizielle Bezeichnung)                                                                                             | Kurzbezeichnung                                              |
| ------- | - | --- | ------------------------------------------------------------ |
| 3130    |   | Oligo- bis mesotrophe stehende Gewässer mit Vegetation der Littorelletea uniflorae und/oder der Isoëto-Nanojunceata                | Nährstoffarme bis mäßig nährstoffreiche Stillgewässer        |
| 3140    |   | Oligo- bis mesotrophe kalkhaltige Gewässer mit benthischer Vegetation aus Armleuchteralgen                                         | Kalkreiche, nährstoffarme Stillgewässer mit Armleuchteralgen |
| 3150    |   | Natürliche eutrophe Seen mit einer Vegetation des Magnopotamions oder Hydrocharitions                                              | Natürliche nährstoffreiche Seen                              |
| 3270    |   | Flüsse mit Schlammbänken mit Vegetation des Chenopodion rubri p.p. und des Bidention p.p.                                          | Schlammige Flussufer mit Pioniervegetation                   |
| 6210    | * | Naturnahe Kalk-Trockenrasen und deren Verbuschungsstadien (Festuco-Brometalia) (*besondere Bestände mit bemerkenswerten Orchideen) | Kalk-Magerrasen – orchideenreiche Bestände*                  |
| 6410    |   | Pfeifengraswiesen auf kalkreichem Boden, torfigen und tonig-schluffigen Böden (Molinion caeruleae)                                 | Pfeifengraswiesen                                            |
| 6510    |   | Magere Flachland-Mähwiesen (Alopecurus pratensis, Sanguisorba officinalis)                                                         | Magere Flachland-Mähwiesen                                   |
| 7220    | * | Kalktuffquellen (Cratoneurion) | Kalktuffquellen                                              |
| 8210    |   | Kalkfelsen mit Felsspaltenvegetation                                                                                               | Kalkfelsen mit Felsspaltenvegetation                         |
| 9130    |   | Waldmeister-Buchenwald (Asperulo-Fagetum)                                                                                          | Waldmeister-Buchenwald                                       |
| 9180    | * | Schlucht- und Hangmischwälder (Tilio-Acerion)                                                                                      | Schlucht- und Hangmischwälder                                |
| 91E0    | * | Auen-Wälder mit Alnus glutinosa und Fraxinus excelsior (Alno-Padion, Alnion incanae, Salicion albae)                               | Auenwälder mit Erle, Esche, Weide                            |
| 91U0    |   | Kiefernwälder der sarmatischen Steppe                                                                                              | Steppen-Kiefernwälder                                        |

### Arteninventar
Folgende Arten von gemeinschaftlichem Interesse kommen im Gebiet vor:
| Bild                               | EU Code | * | Art                                | wissenschaftlicher Name     | Artengruppe           |
| ---------------------------------- | ------- | - | ---------------------------------- | --------------------------- | --------------------- |
| Schmale Windelschnecke             | 1014    |   | Schmale Windelschnecke             | Vertigo angustior           | Schnecken             |
| Bauchige Windelschnecke            | 1016    |   | Bauchige Windelschnecke            | Vertigo moulinisana         | Schnecken             |
| Heller Wiesenknopf-Ameisenbläuling | 1059    |   | Heller Wiesenknopf-Ameisenbläuling | Maculinea teleius           | Schmetterlinge        |
| Spanische Flagge                   | 1078    | * | Spanische Flagge                   | Callimorpha quadripunctaria | Schmetterlinge        |
| Groppe                             | 1163    |   | Groppe                             | Cottus gobio                | Fische und Rundmäuler |
| Großes Mausohr                     | 1324    |   | Großes Mausohr                     | Myotis myotis               | Säugetiere            |
| Biber                              | 1337    |   | Biber                              | Castor fiber                | Säugetiere            |
| Grünes Besenmoos                   | 1381    |   | Grünes Besenmoos                   | Dicranum viride             | Moose                 |
| Bodensee-Vergissmeinnicht          | 1670    |   | Bodensee-Vergissmeinnicht          | Myosotis rehsteineri        | Pflanzen              |

### Zusammenhängende Schutzgebiete
Folgende neun Schutzgebiete sind Bestandteil des FFH-Gebiets:
| Nr.          | Name | Ort/e                                                  | Flächenanteil [%] | Bild |
| ------------ | --- | ------------------------------------------------------ | ----------------- | ---- |
| LSG 3.35.011 | Bodenseeufer Flussniederung der Stockacher Aach und Bodenseeufer mit vorgelagerter Flachwasserzone als Lebensraum zahlreicher zum Teil vom Aussterben bedrohter Pflanzen- und Tierarten. | Bodman-Ludwigshafen, Stockach                          | 4                 |      |
| LSG 4.35.031 | Bodenseeufer Bodenseeuferlandschaft mit kleinräumigen Wechsel von bewaldeten Kuppen, steilen Molassefelsen, Streuobst-, Wiesenflächen und eingestreuten Äckern. | Meersburg, Sipplingen, Überlingen, Uhldingen-Mühlhofen | 8                 |      |
| NSG 3.132    | Bodenseeufer Flussniederung der Stockacher Aach und des Bodenseeufers am Ende des Überlinger Sees als Feuchtgebiet, das zahlreichen zum Teil vom Aussterben bedrohten Pflanzen- und Tierarten Lebensraum bietet und als Natur- und Kulturlandschaft von besonderer Eigenart und Schönheit ist. | Bodman-Ludwigshafen                                    | 3                 |      |
| NSG 4.054    | Hödinger Tobel Steiler Erosionstobel (170 Meter Gefälle auf zwei Kilometer Länge) im Überlinger Molassegebiet mit Orchideen-Buchenwald und Geißklee-Kiefernwald mit Vorkommen alpiner Pflanzenarten.                                                                                           | Sipplingen, Überlingen                                 | 1                 |      |
| NSG 4.154    | Katharinenfelsen Einzigartige Landschaftsstruktur mit Felsformationen und Gletschertopf. | Überlingen                                             | 1                 |      |
| NSG 4.152    | Köstenerberg Äußerst naturnahe und vielfältige Vegetation als seltener Lebensraum einer Vielzahl von gefährdeten und besonders geschützten Pflanzen- und Tierarten. | Sipplingen                                             | 1                 |      |
| NSG 4.059    | Seefelder Aachmündung Einzigartiger Mündungsbereichs in den Bodensee mit ausgedehnten Riedflächen, Flachwasserzone, Hochstaudenflur, Schilfflächen und Altwassern der Linzer Aach, die nur im Unterlauf und Mündungsbereich Seefelder Aach genannt wird.                                       | Uhldingen-Mühlhofen                                    | 1                 |      |
| NSG 4.153    | Sipplinger Dreieck Äußerst naturnahe und vielfältige Vegetationseinheiten als seltener Lebensraum einer Vielzahl von gefährdeten und besonders geschützten Pflanzen- und Tierarten. | Sipplingen                                             | 1                 |      |
| NSG 4.055    | Spetzgarter Tobel Durch den Killbach bis zu 65 Meter tief eingeschnittene Erosionsschlucht (Tobel) in der „Sipplinger Molasselandschaft“ des Überlinger Gebiets mit Orchideen-Buchenwald und Bacheschenwald mit Vorkommen alpiner Pflanzenarten                                                | Überlingen                                             | 1                 |      |